# Tinnitus Sanctus
Albums de Edguy
Rocket Ride
(2006) Age of the Joker
(2011)
Tinnitus Sanctus est le neuvième album studio d'Edguy sorti le 14 novembre 2008, groupe de power metal allemand. Faisant suite au controversé Rocket Ride paru deux ans plus tôt, ce nouvel album poursuit l'œuvre de son prédécesseur : Edguy dérive depuis un son power metal/heavy metal vers le hard rock (particulièrement sur Dead or Rock), bien que la musique perde son aspect « délirant » pour un aspect plus mûr. Ces virages dans la carrière du groupe allemand invoquent de nombreuses critiques, notamment à l'encontre de la composition manquant d'originalité, que certains attribuent aux multiples activités de Tobias Sammet accusé de se concentrer sur son projet de Metal Opera Avantasia.
Le titre Ministry of Saints bénéficie d'un clip, assez sombre (contrairement au précédent, Superheroes), dans lequel la gravure représentée sur la pochette de l'album est une sorte d'entité vivante.

## Liste des chansons
1. Ministry of Saints - 5 min 2 s
2. Sex Fire Religion - 5 min 55 s
3. The Pride of Creation - 5 min 28 s
4. Nine Lives - 4 min 26 s
5. Wake Up Dreaming Black - 4 min 9 s
6. Dragonfly - 4 min 56 s
7. Thorn Without a Rose - 5 min 10 s
8. 9-2-9 - 3 min 35 s
9. Speedhoven - 7 min 40 s
10. Dead or Rock - 4 min 57 s
11. Aren't You a Little Pervert Too?!